# Дабешан
Дабешан е ниска планина в Централен Китай, източно и югоизточно продължение на по-голямата и обширна планина Цинлин. Разположена е на териториите на провинциите Хънан (южната част), Хубей (североизточната част) и Анхуей (югозападната част) и се явява вододел между река Яндзъ и големият ѝ ляв приток Ханшуй на юг и югозапад и река Хуайхъ на североизток. Простира се от северозапад на югоизток приблизително на 250 km. Максимална височина връх Хошан 1744 m, издигащ се в крайната ѝ югоизточна част. Северните ѝ склонове са сравнително стръмни и силно разчленени от десните притоци на река Хуайхъ, а южните – полегати, с меки форми на релефа. от северната и част води началото си река Хуайхъ. Дълбоките речни долини, някои от които са напречни, се използват за прокарване на пътища между Северен Китай и равнините по средното течение на Яндзъ. Склоновете ѝ са обрасли с широколистни гори, а в долините, обърнати на юг се срещат и вечнозелени субтропични видове.